# Ianstown
Branderburgh est une localité de Moray, en Écosse.
C'est un ancien village de pêcheurs.